# قلعه میان سینگ
قلعه میان سینگ (به انگلیسی: Qila Mihan Singh) یک منطقهٔ مسکونی در پاکستان است که در پنجاب واقع شده‌است. قلعه میان سینگ ۲۲۲ متر بالاتر از سطح دریا واقع شده‌است.